# Pedaria rohani
Pedaria rohani là một loài bọ cánh cứng trong họ Bọ hung (Scarabaeidae).